# 卡洛·卡瓦尼奥利
卡洛·卡瓦尼奥利（義大利語：Carlo Cavagnoli，1907年1月21日—1991年），意大利男子拳击运动员。他曾代表意大利参加1928年夏季奥林匹克运动会拳击比赛，获得男子蝇量级铜牌。